# Jim McDonell
Jim McDonell, né en 1954 à South Glengarry, est un homme politique canadien, membre du Parti progressiste-conservateur de l'Ontario.
Il est élu à l'Assemblée législative de l'Ontario lors de l'élection provinciale du jeudi 6 octobre 2011. Il est le député qui représente la circonscription électorale de Stormont—Dundas—Sud-Glengarry du caucus du Parti progressiste-conservateur de l'Ontario. Il ne se représente pas en 2022.
Avant son élection à l'Assemblée législative, il a été le maire de South Glengarry.